# Boštjan Tratar
Boštjan Tratar [boštjan tratar], slovenski pravnik, * 5. december 1973.
Trenutno deluje kot višji državni odvetnik na Državnem odvetništvu Republike Slovenije in je hkrati docent na Fakulteti za državne in evropske študije v Kranju (Nova univerza), predava pa tudi na Evropski pravni fakulteti v Ljubljani (Nova univerza) ter na Fakulteti za management in pravo v Ljubljani. Je bivši generalni državni pravobranilec Republike Slovenije, šestletni mandat generalnega državnega pravobranilca je nastopil 16. julija 2010, ta pa se je iztekel 2016.   
Leta 1996 je končal Pravno fakulteto v Ljubljani. Magistrsko delo s področja upravnega prava je zaključil leta 2000, doktorsko disertacijo s področja varstva ustavnih pravic pa je uspešno zagovarjal v letu 2008. 

## Življenjepis
Poklicno pot je pričel leta 1996 na Ministrstvu za pravosodje, kjer je sprva deloval na področju nadzorstvenih pritožb nad delom sodišč v zvezi s pravico do sojenja v razumnem roku. V letih 1997 in 1998 je bil zaposlen na Višjem sodišču v Ljubljani, kjer je tudi opravljal sodniško pripravništvo, ki ga je z opravljenim pravniškim državnim izpitom zaključil januarja 1999. Konec leta 1998 se je ponovno zaposlil na Ministrstvu za pravosodje, kjer je sodeloval pri številnih zakonodajnih projektih ter pri mednarodnem sodelovanju v okviru Sveta Evrope, Evropske unije in Združenih narodov. Leta 2002 se je zaposlil na Ustavnem sodišču Republike Slovenije kot samostojni svetovalec na kazenskem področju. 
Julija 2007 je bil imenovan za pomočnika državnega pravobranilca na sedežu Državnega pravobranilstva Republike Slovenije v Ljubljani, novembra 2008 pa ga je Vlada Republike Slovenije na predlog ministra za pravosodje imenovala za državnega pravobranilca na sedežu Državnega pravobranilstva v Ljubljani. 
3. junija 2010 je Vlada Republike Slovenije na svoji 85. seji, v skladu s prvim odstavkom 29. člena Zakona o državnem pravobranilstvu, predlagala Državnemu zboru Republike Slovenije, da Boštjana Tratarja imenuje za generalnega državnega pravobranilca Republike Slovenije. Državni zbor Republike Slovenije ga je tako na funkcijo generalnega državnega pravobranilca za mandatno obdobje šestih let imenoval 18. junija 2010 (predlog Vlade je potrdil s 47 glasovi za in 23 proti). Boštjan Tratar je nato mandat nastopil 16. julija 2010, ko se je ta iztekel dotedanjemu generalnemu državnemu pravobranilcu Lucijanu Bembiču.
Njegova bibliografija obsega prek 240 bibliografskih enot s področja civilnega, upravnega, kazenskega, prekrškovnega in ustavnega prava. Tratar objavlja v znanstvenih in strokovnih revijah doma in v tujini. Je tudi avtor oziroma soavtor številnih znanstvenih in strokovnih del ter komentarjev pomembnih zakonov s področja civilnega prava. Z referati sodeluje na številnih strokovnih in znanstvenih srečanjih. 
Dr. Tratar je tudi izpraševalec na pravniškem državnem izpitu za področje ustavne ureditve, organizacije pravosodja in državne uprave ter temeljev pravne ureditve Evropske unije ter hkrati predsednik izpitne komisije za posamezne kandidate.